# Арьо, Поль
Поль Огюст Арьо (фр. Paul Auguste Hariot; 1854—1917) — французский фармацевт, альголог, миколог и ботаник.

## Биография
Поль Огюст Арьо родился в феврале 1854 года в коммуне Мери-сюр-Сен в департаменте Об. Отец Поля, Луи Арьо, был фармацевтом в Мери-сюр-Сене и интересовался ботаникой. Поль Арьо учился в Высшем фармацевтическом училище Парижа (ныне — Университет Париж Декарт), в 1877 году возглавил ботаническое отделение училища. В 1882 году он защитил диссертацию и стал фармацевтом первого класса. В 1882—1883 Арьо принял участие в научной экспедиции вокруг мыса Горн на корабле La Romanche. Кроме него, в этой экспедиции принимали участие ботаники Э. Бешерель, П. Пети и А. Франше, а также орнитолог Э. Устале. Во время этой экспедиции Арьо изучал и описывал обнаруживаемые им водоросли. После возвращения во Францию, в 1888 году Арьо получил учёную степень доктора по естественным наукам. Затем он стал работать ассистентом по тайнобрачным растениям в гербарии Музея естественной истории в Париже. Арьо определил множество образцов, хранившихся в музее. Среди них были водоросли, собранные Себастьяном Вайяном и братьями Шарлем и Луи Рене Тюланами. Также Арьо переписывался с микологами Н. Т. Патуйяром и А. М. Ю, издал несколько публикаций по микологии. В 1890 году Французская академия наук присвоила Арьо Медаль Монтаня за монографию рода Trentepohlia. Поль Огюст Арьо скончался 5 июля 1917 года в Париже.
В 1906 году американский миколог Кёртис Гейтс Ллойд посвятил Полю Арьо свою работу The Tylostomeae.

## Некоторые научные работы
- Hariot, P.; Hariot, L. (1874). Flore de Canton du Méry-sur-Seine. 76 pp.
- Hariot, P. (1879). Flore de Pont-sur-Seine. 63 pp.
- Hariot, P.; Petit, P.; Müller d'Argovie, J.; Bescherelle, E.; Massalongo, C.; Franchet, A.  (1889). Ministères de la Marine et de l'Instruction publique. Mission scientifique du Cap Horn. 1882-1883. Tome V. Botanique. 400 pp.
- Hariot, P. (1892). Atlas de algues marines. 8 fasc.
- Hariot, P. (1903). Contributions à la flora phanérogamique de l'Aube. 142 pp.
- Hariot, P. (1908). Les Urédinées. 392 pp.

## Роды и некоторые виды, названные в честь П. А. Арьо
- Hariotia P.Karst., 1889, nom. illeg. [syn.  Delphinella (Sacc.) Kuntze, 1898]
- Hariotina P.A.Dang., 1889
- Hariotula G.Arnaud, 1917 [syn.  Cyclotheca Theiss., 1914]
- Cladostephus hariotii Sauv., 1914
- Cytospora hariotii Briard, 1889
- Cyttaria hariotii E.Fisch., 1888
- Goniolithon hariotii Foslie, 1907
- Lagenophora hariotii Franch., 1889
- Monostroma hariotii Gain, 1911
- Napicladium hariotii Speg., 1919 [syn.  Passalora hariotii (Speg.) U.Braun & Crous, 2003]
- Peronospora hariotii Gäum., 1919
- Peyssonnelia hariotii Weber Bosse, 1921